# Mont Jackson (Wyoming)
Pour les articles homonymes, voir Jackson.
Le mont Jackson (en anglais : Mount Jackson) est un sommet montagneux situé dans le parc national de Yellowstone, dans le comté de Teton au Wyoming aux États-Unis. Il culmine à une altitude de 2 522 m.
Il se situe au nord de la rivière Madison et du mont Haynes, près de la frontière avec le comté de Park.

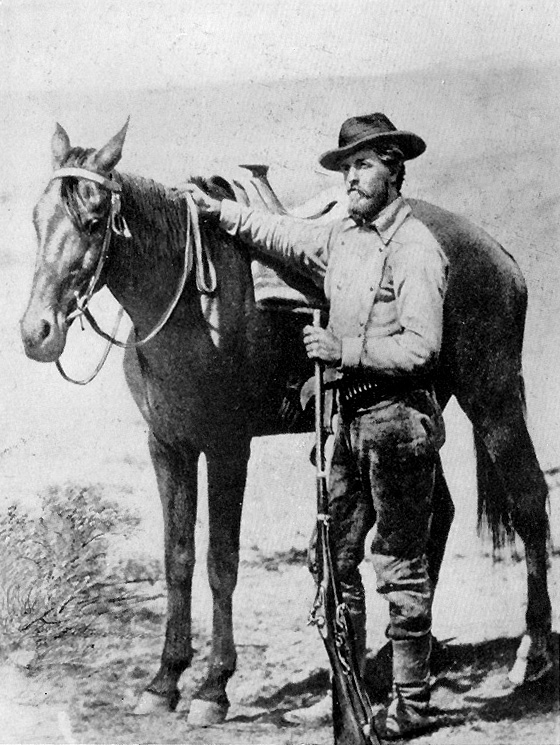
William Henry Jackson, qui a donné son nom au mont Jackson, en 1872.

Il porte le nom de William Henry Jackson, photographe en chef du Hayden Geological Survey of 1871 (en) et membre de plusieurs études géologiques ultérieures dans le parc. Ses clichés sont parmi les plus anciennes photographies prises à Yellowstone. Son nom a été suggéré par un naturaliste du parc dès 1935 mais il n'a été attribué qu'en 1937 lorsque Jackson, qui était encore en vie, donna son accord. Il se rendit régulièrement dans le parc jusqu'à sa mort en 1942.